# Cantó de La Grava
El cantó de La Grava és un cantó francès del departament dels Alts Alps, situat al districte de Briançon. Té 2 municipis i el cap és La Grava.

## Municipis
- La Grava
- Vilars d'Arena

## Història
| Data d'elecció                           | Identitat        | Partit                               | Qualitat |
| ---------------------------------------- | ---------------- | ------------------------------------ | -------- |
| 1964-1988                                | Ernest Juge      | Divers droite, després UDF-CDS       |          |
| 1988-2001                                | Henri Ranque     | Divers gauche, després Divers droite |          |
| 2001-2008                                | Jean-Paul Durand | Divers droite                        |          |
| 2008-                                    | Xavier Crêt      | -                                    |          |
| les dades anteriors no són pas conegudes |                  |                                      |          |
|                                          |                  |                                      |          |

| 1962 | 1968 | 1975 | 1982 | 1990 | 1999 | 2007 |
| ---- | ---- | ---- | ---- | ---- | ---- | ---- |
| 697  | 722  | 668  | 637  | 633  | 730  | 772  |